# Barbarians franceses
El Barbarian Rugby Club, comúnmente conocido como Barbarians franceses (en francés Barbarians français), es un equipo de rugby por invitación localizado en Francia. El espíritu del equipo está inspirado en la "cultura Barbarian" establecida por los Barbarians británicos: un club que reúne a los mejores jugadores de rugby, teniendo en cuenta no sólo la calidad de su juego, sino, sobre todo sus virtudes como persona.
Los Barbarians franceses fueron fundados por Jean-Pierre Rives luego de haber jugado y disfrutado del espíritu de los Barbarians ingleses, en los últimos años de su carrera.
La camiseta de los Barbarians Franceses combina bandas horizontales de tres tonos de azul (azul cielo, azul naval y azul real), y, como sucede también con los Barbarians originales, los jugadores utilizan las medias de sus propios equipos. Para ser elegido Barbarian francés hay que ser francés o haber jugado para un club francés.
Los Barbarians Franceses se enfrentaron a comienzos de 2007 contra la selección Argentina (Los Pumas), como parte de su preparación para la Copa Mundial de Rugby de 2007, triunfando estos por 28-14. En 2008 vencieron a la selección de rugby de Canadá en Victoria. El 20 de junio de 2009 volvieron a enfrentar a Los Pumas de Argentina, perdiendo 32-18 en Buenos Aires.

## Jugadores
La selección de los Barbarians Franceses para la gira de 2011 estuvo integrada por los jugadores abajo listados, dirigidos por Guy Novès.

### Delanteros
| Jugador            | Posición      | Club                          | Nacionalidad |
| ------------------ | ------------- | ----------------------------- | ------------ |
| Horacio Agulla     | Wing          | Stade Français                | Argentina    |
| Lucas Faure        | Pilar         | ASM Clermont                  | Francia      |
| Jean-Baptiste Poux | Pilar         | Stade toulousain              | Francia      |
| Arnauld Tchougong  | Pilar         | Club Sportif Bourgoin-Jallieu | Camerún      |
| Benoît August      | Hooker        | Biarritz olympique            | Francia      |
| Mattias Blin       | Hooker        | Stade Français                | Francia      |
| David Auradou      | Segunda línea | Stade Français                | Francia      |
| Matthias Rolland   | Segunda línea | US Montauban                  | Francia      |
| Francois Faure     | Tercera línea | Castres Olympique             | Francia      |
| Lucas Borges       | Wing          | Stade Montois                 | Argentina    |
| Grégory Lamboley   | Ala           | Stade toulousain              | Francia      |
| Grégory Le Corvec  | Ala           | USA Perpignan                 | Francia      |
| Yanick Nyanga      | Ala           | Stade toulousain              | Francia      |
| Lei Tomiki         | Ala           | Castres Olympique             | Tonga        |

### Defensores
| Jugador          | Posición       | Club                     | Nacionalidad |
| ---------------- | -------------- | ------------------------ | ------------ |
| Nicolas Durand   | Medio scrum    | USA Perpignan            | Francia      |
| David Mélé       | Medio scrum    | USA Perpignan            | Francia      |
| Sébastien Fauqué | Medio apertura | RC Toulon                | Francia      |
| Brian Liebenberg | Centro         | Stade Français           | Francia      |
| Dante Hadad      | Centro         | Union Sportive Montauban | Argentina    |
| George Messina   | Centro         | Stade Français           | Francia      |
| Yves Donguy      | Wing           | Stade toulousain         | Francia      |
| Jean Gobelet     | Wing o centro  | Biarritz olympique       | Francia      |
| Joaquin D'Achary | Wing           | Stade Français           | Argentina    |
| Julien Saubade   | Wing           | Racing Métro 92          | Francia      |
| Nicolas Brusque  | Fullback       | Biarritz olympique       | Francia      |
| Nicolas Jeanjean | Fullback       | Stade Français           | Francia      |
| Tomás Cubelli    | Medio scrum    | Stade Fancais            | Argentina    |

| Jugador                        | Posición       | Club               | Nacionalidad |
| ------------------------------ | -------------- | ------------------ | ------------ |
| Nicolas Durandi                | Medio scrum    | USA Perpignan      | Francia      |
| David Mélé                     | Medio scrum    | USA Perpignan      | España       |
| Sébastien Fauqué               | Medio apertura | RC Toulon          | Francia      |
| Brian Liebenberg               | Centro         | Stade Français     | Francia      |
| Geoffroy Messina               | Centro         | Stade Français     | Francia      |
| Yves Donguy                    | Wing           | Stade toulousain   | Francia      |
| Jean-Baptiste Gobelet          | Wing o centro  | Biarritz olympique | Francia      |
| Jean-Baptiste Peyras-Loustalet | Wing           | Aviron Bayonnais   | Francia      |
| Julien Saubade                 | Wing           | Racing Métro 92    | Francia      |
| Nicolas Brusque                | Fullback       | Biarritz olympique | Francia      |
| Nicolas Jeanjean               | Fullback       | Stade Français     | Francia      |